# Álvaro III del Congo
Álvaro III (1595 - 1622) fue rey del Congo desde el 20 de agosto de 1622 hasta su muerte el 5 de mayo de 1622. Fue designado heredero de su padre Álvaro II del Congo, sin embargo, su tío le arrebato el trono.  Ascendió al trono a la caída de su tío. Durante su gobierno se enfrentó a amenazas internas, como la de su medio hermano Felix, que exigía mayor autonomía. Y a la amenaza externa de los neerlandeses, que desembarcaron en la boca del Congo. Logró expulsarlos. Murió joven, a los 27 años, dejando muy joven a su heredero. Por eso, el Consejo Real del Congo nombró nuevo rey a Pedro II, que cambiaría la diplomacia, aliándose con los neerlandeses, y entrando en guerra contra los portugueses.

## Biografía
D. Álvaro Nimi Amapanzu nació en 1595, era hijo de Álvaro II y nieto de Álvaro I. Mientras su padre reinaba, se casó con una hija de Antônio da Silva, conde de Umbamba, puede que debido a los intentos de estrechar alianzas políticas. Por esos tiempos fue declarado heredero.
Álvaro II,su padre, falleció el 9 de agosto de 1614, y su tío D. Bernardo usurpó el trono con la ayuda de Antônio da Silva, el mismo suegro del futuro Álvaro III. Sin embargo, menos de un año después, el 20 de agosto de 1615, el mismo D. Antônio da Silva ayudó a destronar a Bernardo II alegando faltas de respeto a la religión cristiana.
Tras su ascenso, el rey se enfrentó a una reclamación de su medio hermano, D. Félix, gobernador de la provincia de Umbamba, quien le exigió el título de Gran Duque de Umbamba, cargo que le daría más poder y autonomía en la región. Álvaro se negó a renunciar a ese título y le hizo la guerra a su hermano hasta su muerte en 1620.
El rey Álvaro III se opuso a la dominación neerlandesa en la zona de Luanda y Congo, logrando expulsar a los invasores de la desembocadura del río Congo. Murió prematuramente el 5 de mayo de 1622 con apenas 27 años de edad. Debido a la minoría de edad de sus hijos D. Ambrósio y D. Álvaro, el Consejo Real del Congo nombró nuevo rey a D. Pedro Ancanga. Interrumpiendo así el dominio de la Casa de Coulo por algunos años.